# Alpujarra Granadina
Die Comarca Alpujarra Granadina ist eine der 10 Comarcas im Süden und Südosten der Provinz Granada. Sie umfasst die Bergdörfer im Gebiet der Alpujarras.
Die im Südosten der Provinz gelegene Comarca umfasst 25 Gemeinden mit einer Fläche von 1.140,11 km².

## Lage
| Vega de Granada | Guadix                                      |                 |
| Valle de Lecrín | Kompassrose, die auf Nachbargemeinden zeigt | Provinz Almería |
|                 | Costa Granadina                             |                 |

## Gemeinden
| Gemeinde                    | Einwohner (2024) | Fläche km² | Dichte Einw./km² | Cod INE | Postleitzahl |
| --------------------------- | ---------------- | ---------- | ---------------- | ------- | ------------ |
| Almegíjar                   | 325              | 29,42      | 11               | 18016   | 18438, 18439 |
| Alpujarra de la Sierra      | 931              | 68,53      | 14               | 18904   | 18450, 18460 |
| Bérchules                   | 695              | 69,59      | 10               | 18030   | 18451        |
| Bubión                      | 311              | 14,86      | 21               | 18032   | 18412        |
| Busquístar                  | 308              | 18,03      | 17               | 18033   | 18416        |
| Cádiar                      | 1.517            | 47,32      | 32               | 18035   | 18440        |
| Cáñar                       | 389              | 26,35      | 15               | 18040   | 18418        |
| Capileira                   | 576              | 56,90      | 10               | 18042   | 18413        |
| Carataunas                  | 227              | 4,66       | 49               | 18043   | 18410        |
| Cástaras                    | 210              | 28,36      | 7                | 18044   | 18439        |
| Juviles                     | 138              | 14,99      | 9                | 18112   | 18452        |
| Lanjarón                    | 3.660            | 60,38      | 61               | 18116   | 18420        |
| Lobras                      | 134              | 16,05      | 8                | 18121   | 18449        |
| Murtas                      | 437              | 71,70      | 6                | 18141   | 18490        |
| Nevada                      | 1.096            | 77,31      | 14               | 18903   | 18494        |
| Órgiva                      | 5.674            | 134,14     | 42               | 18147   | 18490        |
| Pampaneira                  | 314              | 17,47      | 18               | 18151   | 18411        |
| Pórtugos                    | 385              | 20,83      | 18               | 18163   | 18415        |
| Soportújar                  | 278              | 14,16      | 20               | 18176   | 18410        |
| La Taha                     | 759              | 25,59      | 30               | 18901   | 18414        |
| Torvizcón                   | 621              | 51,40      | 12               | 18179   | 18430        |
| Trevélez                    | 703              | 90,96      | 8                | 18180   | 18417        |
| Turón                       | 213              | 55,58      | 4                | 18181   | 18480        |
| Ugíjar                      | 2.561            | 66,96      | 38               | 18182   | 18480        |
| Válor                       | 660              | 58,57      | 11               | 18183   | 18470        |
| Comarca Alpujarra Granadina | 23.122           | 1.140,11   | 20               | –       | –            |

1. ↑  Instituto Nacional de Estadística Municipal Register of Spain